# Vallée secrète
La Vallée secrète est un site naturel de l'île de La Réunion, connu pour accueillir le seul ancien campement d'esclaves marrons formellement identifié par l'archéologie moderne dans ce département. Situé à environ 2 000 m d'altitude, dans le cirque naturel de Cilaos, le site archéologique est d'importance majeure pour l'étude du marronnage à Bourbon. Anne-Laure Dijoux est sa directrice de fouilles.

## Description
La Vallée secrète est un ravin escarpé de 450 mètres de long pour 50 de large, situé dans le cirque de Cilaos.

## Histoire
Le site est découvert par hasard en 1995 par un guide de haute montagne.
Les esclaves marrons habitaient des petites maisons de pierre sèche, se nourrissant de pétrels de Barau, des oiseaux marins nichant dans les hauteurs, ou de gibier qu’ils chassaient.

## Documentaire
La découverte et l'étude archéologique de la Vallée secrète est abordée dans le documentaire Terre Marronne, réalisé par Lauren Ransan en 2015,.